# Український авангард

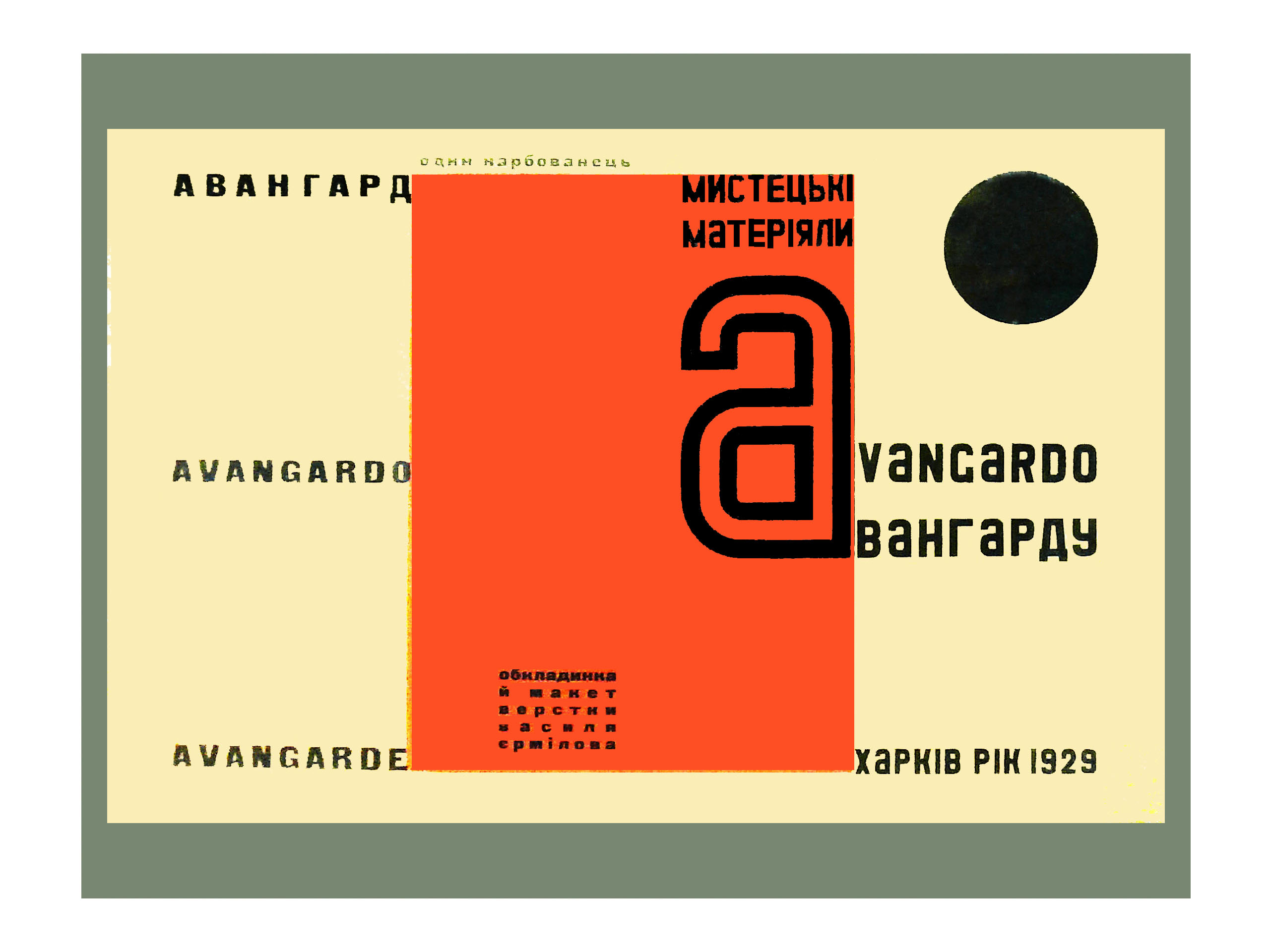
Василь Єрмилов. Обкладинка часопису «Авангард», 1929.

Український аванга́рд — течія в українському мистецтві 1910—1930 років, сформована в процесі синтезу європейського модернізму з традиціями народного мистецтва. Представлена головним чином творами кубістів, футуристів, фовістів. Поширився в різних видах творчої діяльності, зокрема, в живописі, скульптурі, літературі, театрі, кіно, сценографії, графіці, музиці, архітектурі. Серед відомих українських художників-авангардистів: Казимир Малевич, Олександр Архипенко, Володимир Татлін, Соня Делоне, Василь Єрмилов, Олександр Богомазов, Олександра Екстер, Давид Бурлюк, Вадим Меллер, Анатоль Петрицький. Усі вони були тісно пов'язані з українськими містами Києвом, Харковом, Львовом та Одесою народженням або освітою, мовою, національними традиціями, ідентичністю.

## Визначення

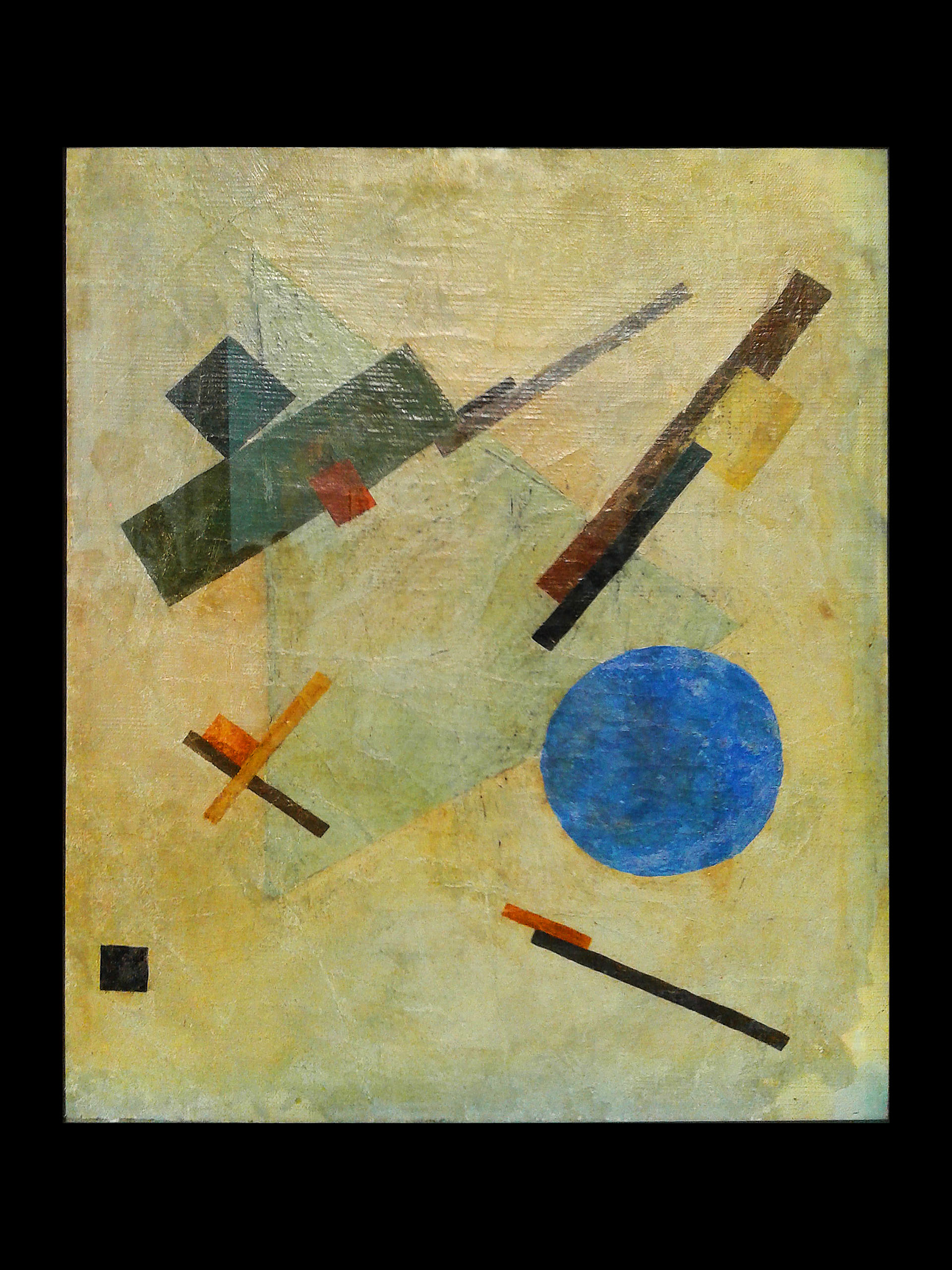
К. Малевич. Супрематична композиція 1, 1916. (Колекція І.Диченка)

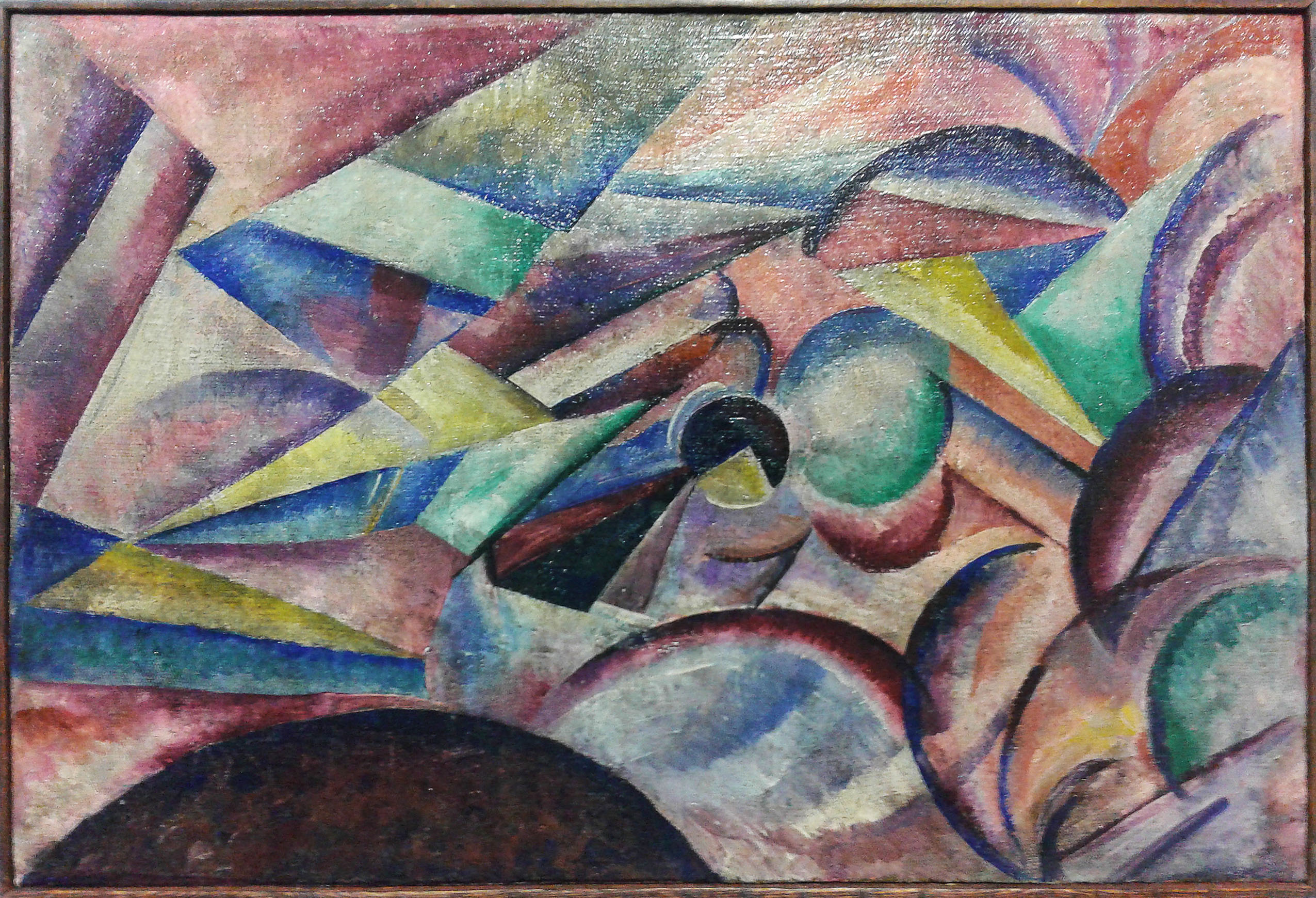
О. Богомазов. «Космос», 1910-ті.

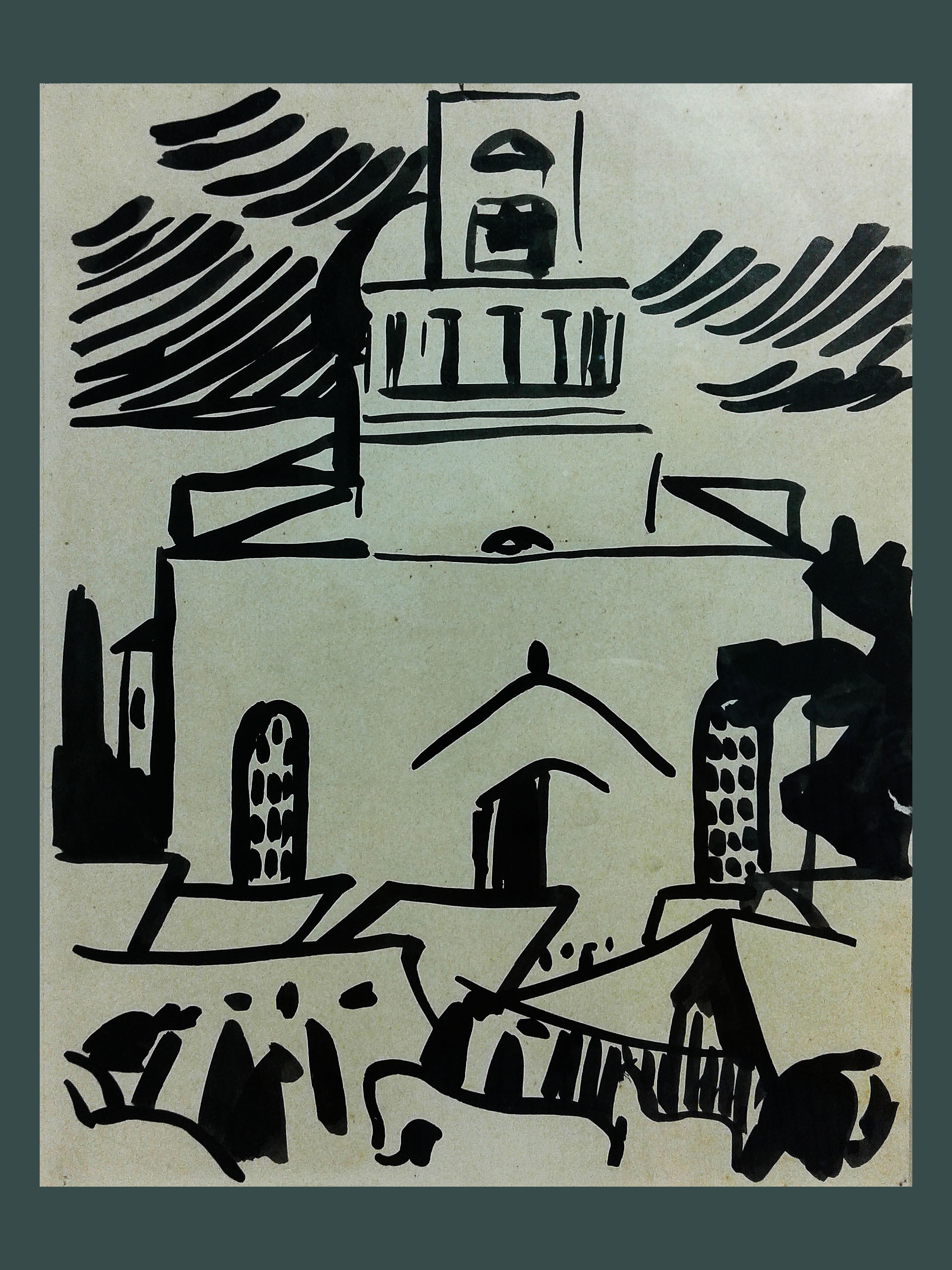
О. Богомазов. «Київський пейзаж», 1910-ті.

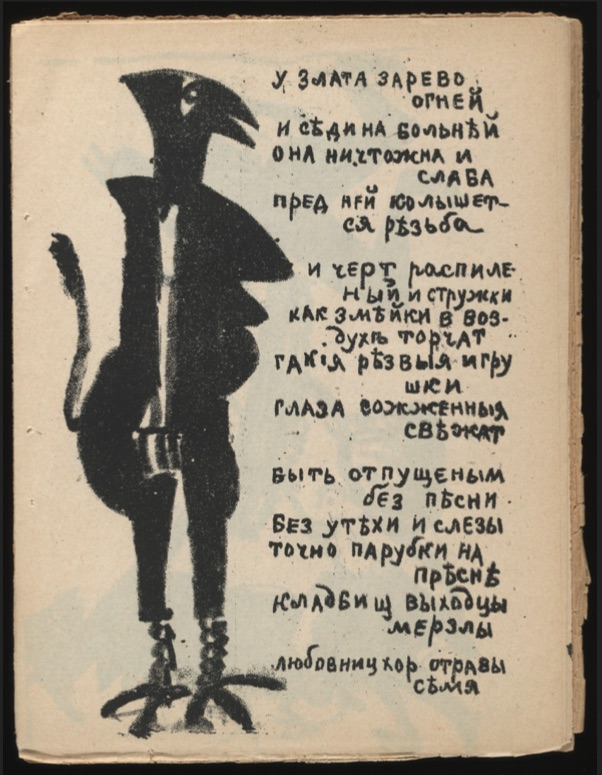
К. Малевич. Ілюстрація до книги О.Кручоних і В.Хлєбнікова «Гра в пеклі», 1914.

Поняття «український авангард» введено у вжиток французьким мистецтвознавцем Андреєм Наковим (фр. Andréi Nakov) для виставки «Tatlin's dream», улаштованої у Лондоні 1973 року. Тоді Захід уперше побачив праці світового рівня безвісних авангардистів України Василя Єрмилова і Олександра Богомазова. І це змусило згадати про відомих у всьому світі майстрів, за походженням, вихованням, самосвідомістю і національними традиціями пов'язаних з Києвом, Харковом, Львовом, Одесою, таких як Давид Бурлюк; Казимир Малевич; професор Київського худінституту бандурист харків'янин Володимир Татлін; засновниця української школи конструктивістської сценографії Олександра Екстер. Нарешті, феномен Олександра Архипенка, просиленого враженнями рідної землі: магією трипільської культури, архаїкою половецьких статуй, співучою лінійністю мозаїк Софії Київської і рельєфів Михайлівського Золотоверхого собору, кольорами селянської кераміки.
Перший абстрактний твір з'явився тут — малюнок Василя Кандинського на обкладинці каталогу «Салон Іздебського 2» (1910); перша широка міжнародна авангардна виставка у Російській імперії (Салон Іздебського) відбулася в Одесі і Києві, а вже потім у Петербурзі і Ризі. Авангардні виставки проводились і у Києві: тут варто згадати «Ланку» (1908) «Кільце» (1914), в яких брали активну участь Олександра Екстер, Давид Бурлюк та інші.
У всіх новаторських художніх об'єднаннях Росії, від «Бубнового валета» до «Мішені» і «Віслючого хвоста», українці (футуристи, неопримітивісти, бойчукісти) — найактивніші учасники і заводії. Та й виставлені там картини рясніли назвами: «Київ», «Плавні на Дніпрі», «Кобза», «Вулиця Фундуклеївська». Чорний квадрат на білому тлі з'явився уперше влітку 1914-го (раніше за Малевича) у написаному під Києвом трактаті Богомазова «як найбільш викінчена форма», за словами автора.

## Сецесія й авангард в Україні
Україна була одним з першоджерел загальноросійського авангардизму, вона ж стала його останнім притулком. У Харкові навколо українського поета Семенка зібралися залишки радянської футуристичної армії. Його журнал «Нова генерація» (1927—1930) — останній голос радянського авангарду. Там співпрацювали Асєєв і Маяковський, Брик і Третьяков, Шкловський і Матюшин, Ейзенштейн і Вертов, Татлін і Малевич, грузинські футуристи і численні європейські художники.
Генетично авангард пов'язаний з мистецтвом сецесії і постімпресіонізмом, які пішли далеко від натуралізму у сферу уяви й експресії. Печерна людина, давній єгиптянин, середньовічний гот, індієць, візантієць і давній північно-західний американський індіанець і багато інших сторіччями трансформували природу в символічні форми, часто цілковито приховуючи натуралістичний вигляд об'єкта.
Сецесія й авангард в Україні співіснували, перепліталися і взаємодіяли упродовж двох десятиріч (1910—1920-х pp.), витворюючи незвичайні комбінації і мистецькі гібриди. Декоративні стилізації Жука, мальовничі симфонії Маневича, необарочна схвильованість Новаківського, майже ван-гогівська полум'яність Бурачека, візантинізм «київського» Врубеля і «львівського» Бойчука — той сецесійно-фовістичний струмінь підживлював і стимулював авангардистів. Миттєва реакція Екстер, Архипенка, Бурлюків та Іздебського на кубізм Пікассо пояснюється тим, що вони в Україні жили у полі високої художньої напруги. Декоративність великих колірних площин, силуетна, без світлотіні, форма, творена бігом незалежної лінії, фовістська перенапруга барв і фактур — з цієї пластичної матерії формувався і неопримітивізм, і кубофутуризм, і експресіонізм, і конструктивізм. З філософії сецесіону (космізм і вічність, колективна безособова психологія, біологічні ритми Життя і Смерті) походить планетарний супрематизм Малевича і глобальний енергетизм Богомазова. Авангард — це занурення у глибини духовності, де людина почувається «згустком космічної енергії» (Вернадський), а не лише маленькою стражденною істотою, як на полотнах передвижників-позитивістів.
У всеєвропейському мистецькому стрибку XX ст., започаткованому Ван-Гогом-Гогеном-Сезанном, подовженому Матіссом, Пікассо зусилля українських митців непроминальні. У вселенському рухові вони не згубили родових прикмет, бо за ними стояла велика духовність російської та української ікони, вітальна сила селянського мистецтва. Вируючим джерелом стала для авангардистів потужна хвиля українського барочного масиву з його емоційним драматизмом на межі хаосу та порядку і пульсуючою живописністю в архітектурі, поезії, пластичних мистецтвах.

## Імпресіонізм і постімпресіонізм в Україні
Імпресіонізм і постімпресіонізм перекочували з Франції в Україну, як і в інші країни світу, з певним запізненням. Натомість україно-російські новації 1910—1920-х років не раз випереджали світ і набували законодавчого характеру.
Перша новаторська виставка у Києві «Ланка» (1908) викликала спротив публіки і народницької критики. Визнання до авангардистів прийшло уже за два-три роки. 1912-го київський часопис «Искусство» спокійно публікує статтю про французьких кубістів. А 1914-го кубофутуристи об'єднання «Кільце» Екстер, Богомазов, Васильєва мають цілком схвальні і кваліфіковані рецензії на шпальтах українських журналів. У 1910-х роках художники-новатори мали грошову підтримку з боку приватних меценатів — киян М. Терещенка, О. Ганзена; у 1920-х — з боку держави.

## Кубофутуризм
Богомазов звертається до кубофутуризму у 1913 році: «Київ у своїм пластичнім об'ємі сповнений прекрасного, розмаїтого, глибокого динамізму. Тут вулиці впираються в небо, форми напружені, лінії енергійні, вони падають, розбиваються, співають і грають. Темп життя ще більше підкреслює цей динамізм, ніби дає йому законну підставу, широко розливається, поки не заспокоїться на тихому лівому березі Дніпра». На відміну від прагматично-раціонального погляду на світ, художнє бачення Богомазова заглиблюється в енергетичний шар життя, де, як у танці, виникають щоразу нові ритми. Знаменну присутність життя зустрічає художник на кожному кроці.
До Богомазова і Екстер потягнулася молодь, і в 1914 році виникла група «Кільце». Виставка цього об'єднання викликала великий інтерес у метра російських авангардистів Кульбіна, що гостював тоді у Києві. У своїй рецензії він відзначив, що самостійна діяльність київських художників набула європейського розголосу. Справді, на той час Архипенко став у Парижі першим скульптором кубізму, а Екстер влила в кубістичну монохромність багатобарвну колористику. Їй навіть дорікали за надмірну яскравість. Але Екстер на цьому наполягала: на її думку, молоді слов'янські народи виявляють свою енергію саме в яскравих мажорних фарбах.
Архипенко часто згадував народних майстрів України з їхнім непомильним смаком, з яким розмальовують вони іграшки і керамічний посуд, різьбу іконостасів чи весільні скрині. І наш скульптор зважився на те, чого не наважувалися зробити європейські різьбярі протягом багатьох сторіч: укрив веселковими кольорами грані і площини своїх скульптур, додавши динаміки і радості їх рухливим формам. З України він приніс на Захід дух наївності і простоти — протиотруту від агресивності. Архипенко сперечався з Фрейдом: існують чинники, казав скульптор, повністю незалежні від сексу і голоду. Людина, її тіло, нерви, мозок причетні до чистих стихій руху, вогню, води. Все частіше звертається він до випаленої глини — теракоти, яка виникає від вогню і може тримати в собі жар.
Зусиллями трьох художниць — Олександри Екстер, Євгенії Прибильської і Наталії Давидової (Гудим-Левкович) — на карті України з'явилися два нових центри авангардного мистецтва: села Вербівка на Київщині і Скопці на Полтавщині. Тут за ескізами художників-супрематистів у 1915 −1916 роках селянські майстри робили вишивки та килими. Внаслідок такого спілкування професіонали-городяни збагатилися колірною стихією народного мистецтва, а селянських художників, які загострювали і динамізували свої орнаментальні мальовки, в свою чергу можна назвати народними футуристами (Ганна Собачко, Євмен Пшеченко, Василь Довгошия). Київ, Петербург, Одеса, Париж, Москва, Рим, Рига, Брюссель — маршрути картин Екстер. Скрізь знали її пейзажі Києва, і серед них «Фундуклеївську увечері»: вулиця її юності з будинками, що біжать, мов дітвора, з гори до Хрещатої долини. Консервативна частина київських художників скептично поціновувала її новації: «Екстер та Богомазов — сіячі всього, що було і єсть нового в штуці в Західній Європі. Правда, Екстер мала нагоду свої вражіння одібрати з перших рук за кордоном. Але що було б, коли б не було Парижа; Хіба перелицьований Пікассо — мистецтво».
Сучасний французький мистецтвознавець Маркаде не сумнівається в її національних народних витоках: «Вона виросла на українському ґрунті, на землі, яка цього століття висунула так багато жіночих талантів: пригадуються такі різні художниці, як Соня Делоне, чия палітра сяє всією колірною шкалою українських вишивок і писанок, як Марія Синякова з Харкова, чий примітивізм виріс з народних ікон і кахлів, чи Ганна Старицька з Полтави, чиї колажі просякнуті фантастичним і демонічним світом українського фольклору. В Екстер футуризм переростає у своєрідне бароко, що теж має українське коріння, бо ж барочна архітектура становить вершину у мистецтві цієї країни. Бароково-футуристичний стиль і складає оригінальність творчості Екстер». Так, пластична форма її картин перегукується з бароко хвилястими лініями, паузами — розривами контурів, горбистою, неспокійною об'ємністю. Але ж і відрізняється од бароко: конструктивністю форми, локальністю кольору, чітким ритмом і різкими зсувами композиції.
До створення зразків для вишивальниць села Вербівки вона залучила Казимира Малевича. В ньому змагалися два начала: урбаністичне, що схиляло, як він сам казав, до гам білого і чорного, і сільське — веселкове, спектральне. Городяни, за його спостереженням, барвобоязливі і лише у великі свята розквітчують вулиці і майдани на згадку про яскраву природу, яку вони зневажили заради «великого культурного базару — міста».
Коли 1926 року було закрито ленінградський ІНХУК (Інститут художньої культури), Малевич залишився без роботи. Йому, щоправда, вдалося ще виставитися у Берліні, а потім він їде до Києва відпочити у родичів. На той час у Київському художньому інституті викладали його друзі Таран, Крамаренко, а ректором був прекрасний організатор Врона. Інститут уславився навіть в Європі як український Баухауз — центр практики і теорії нового мистецтва. Професори Київського худінституту розробляли систему кольоропису — Богомазов у серії картин «Пилярі», Пальмов у творах, які назвав «кольоровим дійством».
Щомісяця приїздив Малевич з Ленінграда до Києва на тиждень-другий, щоб, як сам казав, «закатать їдну лекцію, щоб знали, над чим я працюю і що треба від мене взяти». До 1930/1931 навчального року збирався він переїхати в Україну назавжди. Та у 1929-го Сталін оголосив війну всім без винятку фахівцям високої кваліфікації, назвавши їх «буржуазними інтелігентами». Скрипник боронив мистців як і доки міг, та проти тиранії його сил не стало. Досвідчених професорів Київського художнього інституту від Бойчука і Ф. Кричевського до Малевича, Крамаренка й Сагайдачного з інституту «вичистили». Малевич ображений: «Спасла мене Казанська Божа матір, що вона не допустила переїхати у Київ і щоб я, як Светославський, торгував хріном на вулиці Воровського та Вознесенському спуску».
Незадовго до смерті він пише автобіографію, виповнену пієтетом до землі, де народився: «Я наслідував усе життя селян. Село займалося мистецтвом (такого слова я не знав тоді). Точніше кажучи, вироблялися такі речі, які мені були до вподоби. У цих речах і чаїлася вся таїна моїх симпатій до селян. Упам'ятку мені весілля, де наречена та її дружки були якимось барвистим народом. От на цьому тлі й розвивалися мої відчуття в мистецтві, у малярстві». Знаменно, що свій «Червоний квадрат» (1915) Малевич найменував як «живописний реалізм селянки у двох вимірах», зближуючи тим самим елітарний абстракціонізм з простонародним середовищем.
Посткубістичний Малевич києво-ленінградської доби великою мірою є фольклорним. Багато його картин і шкіців, створених близько 1930 року, можна віднести до розряду пророцтв про трагічне майбуття його улюблених селян. На одній з картин зображено чорного селянина (чорне обличчя, чорні руки і ноги). Він босоніж бігає поміж червоно-чорним хрестом і біло-червоним мечем. Пейзаж дихає пусткою. Жахлива алегорія голодомору України. Селяни пізнього Малевича виглядають не раз як фігури-ляльки, позбавлені рук, пустоликі або з хрестом на обличчі (подібно до обрядових народних ляльок з хрестами на обличчях).
На родючому ґрунті фольклору виріс український неопримітивізм. У селі Красна Поляна під Харковом на дачі сестер Синякових (інтелігенція їх називала «музи російського футуризму», місцеві селяни — «синяки-голяки», а Хлєбников скорочено — «син-голи») художниця Марія Синякова «з очима великими Богородиці» малювала акварелі, яскраві, як український лубок. До того часу (1914—1915) молода художниця вже побувала в студіях Харкова і Москви, мандрувала Німеччиною і Середньою Азією, побачила новий французький живопис — Анрі Руссо, Гоген, Матісс — і зрозуміла, що колір у живописі — це поезія художника. Хіба володіли цим секретом лише французи і її вразило селянське мистецтво — розпис весільних скринь, писанки, ікони, а також рушники, вибійки. Селянські майстрині — «гогени з порепаними ногами» — не поступалися найкращим кольоровикам-професіоналам. «Трапляється, — писав Марсель Пруст, — що витонченість, якої марно прагне най-вдумливіший художник, ми з хвилюванням помічаємо в народній пісні, на фасаді селянської хати, де над дверима, саме на потрібнім місці, розпускається біла чи жовта троянда».
Марія Михайлівна відчула необхідність передати свої враження про селянський світ і народне мистецтво. У краснополянських акварелях вона розмістила сценки сільського побуту серед квітів народного орнаменту. В цих яскравих, як веселка, картинках, серед чистих, наче дощем промитих, барв ходять чепурні дівчата, скачуть кудись гордовиті вершниці, шляхетно гуляють городяни в циліндрах, грають коні, тихо випасаються корови. Герої картинок пригощають одне одного, напувають молоком, не знаючи, як ще виразити свою приязнь і доброту. А навколо них синіють озера, виблискує жовте сонце. І все це намальовано поривчасто, довірливо, як малюють діти чи дорослі з дитячою душею. Тут співіснує вселенське і побутове, історичне і повсякденне. Зі східних наметів виглядають слов'янські обличчя, типажі вивісок перукарень і крамничок російської провінції.
«Ніхто не вчив мене малювати. Це прийшло само собою. Народилась і перевела молодість серед буйної природи, не тронутої потворністю міста. Пахуче зело луки, лани, ліс, річка у тумані, блакитне небо — ось моя школа живопису. Скільки себе пам'ятаю, рисувала і малювала. З натури. Малювала молодих хлопців і дорослих чоловіків, дівчат з обличчями мадонн, жінок. Оголених. У купелі, у проміннях сонця, у затінку розлогих дерев. Серед тварин — кіз і баранів. Хто лише не позував мені! Нашу оселю постійно навідували письменники і поети. Хлєбников, Пастернак, Асєєв, Каменський. Усі вони були молоді, привабливі. Хлєбников спершу пручався, казав, що він не є ефеб, але й він поступився. Сестри також були моїми моделями. Красну Поляну згадую як найпрекрасніший час у моєму житті». Її вплив відчули у пореволюційному Харкові творці об'єднання художників-новаторів «Сім плюс три» Єрмилов, Косарєв, Цапок. Синякова виставлялася у «Спілці молоді» разом з російськими неопримітивістами Гончаровою і Ларіоновим та земляками Бурлюком, Малевичем, Екстер.
«З боку батька, — свідчив Бурлюк, — українські козаки, нащадки запорожців. Наше вуличне прізвисько — Писарчуки. Ми були писарями Запорозького війська. Батько писав вірші російською та українською мовами (рідною, проте, писав мало). З усіх письменників Гоголя я знав найкраще, завчив з нього силу-силенну уривків напам'ять. Тараса Шевченка по-українськи нам читав здебільшого батько. Читання „Петруся“ завжди завершувалося слізьми. Однак видання тих часів рясніли рядками крапок, — лютий слід розгулу ганебної цензури царської. Хотілося знати, що було на місці крапок. Та уява була безсила. …У 1915-му я написав картину „Святослав“, у стилі старовинного українського живопису. Щодо переважання тих чи тих колірних гам у моїй творчості, то я мушу вказати, що Україна у моїй особі має свого найвірнішого сина. Мій колорит глибоко національний. Жовтогарячі, зелено-жовті, червоні, сині тони б'ють Ніагарами з-під мого пензля. Коли я малюю, мені здається, що я дикун, котрий тре сук однієї барви об інший, щоб дістати колірний ефект. Ефект палахкотіння. Ефект любострастя, збудження статтю однієї барви характерних рис та особливостей іншої».
До об'єднання «Спілка молоді» увійшла група художників-бойчукістів: Сагайдачний, Бодуен де Куртене, Леваковська. Вони, учні паризької студії Михайла Бойчука, сповідали візантинізм, захищаючись від індивідуалізму і богемності тогочасної художньої молоді. За плечима самого засновника школи, що приїхав зі Львова до Росії для реставрації старовинних фресок, стояли Краківська і Віденська академії, італійська подорож і живий інтерес французьких критиків Аполлінера і Сальмона до його школи монументального живопису, куди входили українські, польські і російські художники-парижани. Він закликав повернутися до цехової колективної творчості, властивої добуржуазній епосі Джотто, Рубльова, Чимабуе. Відродити їхню безкорисливість і моралізм, подолати духовну нестабільність і гендлярство сучасної доби. Наче згадуючи про втрачену простоту і благочестя, персонажі бойчукістів поетично журилися на безлюдних, вічних просторах картин і гравюр. Року 1917-го бойчукісти зібралися у Києві, серед них був Тимко (Тимофій) Бойчук, український Піросманішвілі. В іконні композиційні схеми, у знекровлений колорит своїх маленьких картин він увів селян і селянок доби громадянської війни, змерзлих, закам'янілих перед загрозою голоду, холоду й інших природних і соціальних стихій. І як Джотто спростив витончений візантійський стиль, так і Тимко наділив монументалізм високоосвіченого брата простодушністю народної картинки.
У новоствореній Українській академії мистецтв (пізніше — Київський художній інститут) Михайло Бойчук очолив монументальну майстерню. Разом зі своїми учнями Рокицьким, Шехтманом, Івановою він розписав фрескою наприкінці 1920-х років селянський санаторій біля Одеси, склавши таким чином паралель до мексиканської школи Дієго Рівери. Бойчуківський стиль на цей час змінився у бік експресіонізму. Станкові картини — «Розстріл у Межигір'ї» Седляра, «Погромлені» Шехтмана, селянська серія Павленко, не пориваючи з іконною замкненістю простору, досягають драматичного ефекту ушвидшеним ритмом ліній і форм, контрастними колірними співвідношеннями.
Бойчукісти у 1920-ті роки створили своє об'єднання АРМУ (Асоціація революційних мистців України). До нього вступив, приїхавши з Москви до Києва, неопримітивіст і експресіоніст, друг Бурлюка і Маяковського Віктор Пальмов, який став професором Київського худінституту. Та суворість бойчукістських принципів компонування стримувала його, художника вільної форми. Пальмов засновує своє товариство ОСМУ (Об'єднання сучасних мистців України) і вибирає для діалогу сучасних творців світового живопису — від японських до Пауля Клеє й Отто Дікса. Натхнений сподіваннями революції і вражений її трагедіями, він не міг робити «приємні, як вишневе варення» декоративні розписи у дусі Матісса. Кольоропис Пальмова — це драматичне зіткнення яскравих барв життя, які раптово хмурнішають перед лицем Смерті.
В його полотнах сюжет і річ доповнюють колір і в жодному разі не диктують йому меж — на відміну від традиційного живопису. Сучасне мистецтво передає потік свідомості і розливами барв імітує безбереге боріння людської душі, а речі зовнішнього світу сприймає «асоціативно по частковому спрощеному синтезованому натякові» — найбільш характерними і виразними формами. «Перше травня» — зелений вибух весни: розтікаються жовтогарячі струмені бродіння і розмноження; любовні обійми і мітингові пристрасті — споріднені явища людського буття; серед густо-зеленого набряклого кольору спалахнув дитячий спогад про Неню, у цьому золотавому острівці радості сонце гріє — не пече; метелики -як квітки, а літаки — як метелики; у зелений шум вривається спазматичне дихання фабричних димарів; світ побачено наче вперше, і хіба можна про це оповісти по-старечому розважливо, — ні, тільки по-дитячому захопленою скоромовкою. Невичерпні запаси щирості Пальмов знайшов не у високому академічному живописі, не у вищій математиці конструктивізму, а в анонімних народних картинах, у дитячому малюнку, де космічне і хатнє поєднані так природно. Це мистецтво метаморфози, перетворення, віднесення явищ щодення до світу первісних енергій.
На другому кінці України, у Львові, художники об'єднання «Artes» опановували сюрреалізм у його європейській формі — виповнюючи метафізичний простір картин аморфними, підлягаючими гниттю органічними утвореннями, що засмоктують, як трясовина у страшнім сні. Сюрреалізм зачепив і декотрих художників паризької української групи, наприклад Андрієнка-Нечитайла. За художнім походженням він конструктивіст, блискуче випробуваний в театральних декораціях. Здібність художника бути деміургом упорядкованого, ритмічно цілісного організму картини наштовхувалася на хаотичний життєвий досвід: Андрієнко-Нечитайло тікав від жахів громадянської війни через Дністер за маршрутом Остапа Бендера, доля кидала його з країни в країну, його лихоманило, як і всю Європу 1920—1930-х років. Він надсилав свої роботи на Батьківщину — у Львів, Харків, та у 1930-х Вітчизна перервала з ним усі зв'язки. Відчуття неладу, тривоги примусило засумніватися у життєвості конструктивізму, пригнічувало «господарський» інстинкт. Людська істота виявилася дезорієнтованою, безпорадною і розірваною. Що й відбилося в його натюрморті з невблаганним дзигарем, кистю руки людини і дивним птахом, що не провіщає нічого доброго.
Одначе конструктивізм у 1920-ті роки розквітнув на сцені театрів Харкова, Києва й Одеси в атмосфері великих сподівань і надій (які не виправдалися). Революція у сценографії пов'язана з напрямком Екстер. З її київської «майстерні декоративного мистецтва», розміщеної у мансарді будинку 27/1 на розі Фундуклеївської і Гімназичної, вийшли майбутні реформатори української, російської і європейської сценографії. У студії на Фундуклеївській дорослі люди серйозно вивчали дитячі малюнки. Ще Гоголь помітив у творчості малят «сильний порив». Ескізи самої вчительки до вистави Таїрова «Фаміра Кифаред», які висіли перед студійцями, були дитячо-фантастичні. Грецьку античність художниця уявила як дитинство цивілізації. Менади-танцівниці намальовані поривчасто, безпосередньо, довірливо. Вивчали тут ритмічну мову українського орнаменту, народних мальовок, колорит лубків, знаходячи в них принципи, які щойно відкрили Пікассо і Матісс. І під руками прихильників селянського мистецтва вагони агітпоїздів і борти агітпароплавів перетворювалися на подобу весільних скринь, у «писанку і в могутнє знаряддя пропаганди» (Редько). Київські майданові свята 1919-го, з їхнім фольклорним діонісизмом, раблезіанськи приголомшуючою сатиричністю і революційним «космізмом», ще довго відлунюватимуть на театральних помостах світу у роботах сценографів-екстерівців: у пародійній виставі «Принцеса Турандот» Нивинського (Москва), у «важкому металі» вистав театру Березіль (Київ-Харків), у проповідницькому «Савонаролі» Челищева (Берлін), у лубочному балеті з гоголівським сюжетом «Басаврюк» Ліссіма (Париж), у супрематичній фактурі «Містерії-буф» Хвостова (Харків). Режисерські новації Курбаса у драмтеатрі і Фореггера у Харківській держопері реалізувалися завдяки конструктивістському оформленню Меллера, Петрицького, Хвостова. Новітня режисерська практика і новітня сценографія драми були з тактом і чуттям вживлені у громіздкий організм музичної вистави. Солодкоголосу оперу нарешті вдалося осучаснити і драматизувати. Харківські вистави традиційного репертуару приголомшували глядача. У «Севільському цирульнику» (художник Хвостов) ширми крутилися, коли крутій Фігаро збивав з пантелику героїв опери; зупинялися, наче ціпеніючи, у мить небезпеки. З'їжджалися, оточували акторів, як стіни помешкання, а коли рухалися, глядач бачив Севілью очима людини, що біжить вулицею. Ритм їхнього руху був узгоджений з ритмом музичної фрази.
«Турандот» Пуччіні, Харків, 1928. Трон золотавого кольору на чорно-лаковому станку. Тло — великі віяла, вони складалися і знову розкладалися. Костюми хору чи то зливалися з чорнотою, чи то розквітали зловісним пурпуром. Скулювалися женихи, поглядаючи на списи катів. А Петрицького, який творив комедію масок, не полишало почуття гумору. З кожним питанням принцеси спалахувало на сцені світлове табло з цифрами 1, 2, 3, неначе відбувалася така собі олімпіада школярів. Подібні пародійні засоби наближали театр Петрицького до народних майданових лицедійств, де неодмінно порушується єдність місця й часу, глядач вільно переміщується між минулим і сучасним. Багатоярусність конструкцій, їх швидке перемонтування забезпечували публіцистичність, динаміку й експресію масових мізансцен, в яких, за висловом Фореггера, «ми визначаємо нове місце хору: хор не буде лише декорацією для панів прем'єрів, а й сам буде прем'єром».
Конструктивізм у 1920-х роках буйно вихлюпнувся в архітектуру (Харківський Держпром, гребля Дніпрогесу), у плакат, об'ємну рекламу, книжкову графіку, дизайн. Ужитковий конструктивізм, що блискуче виявився в Україні, живився у значній мірі лабораторними експериментами Єрмилова, розмаїттям знайдених ним пластичних форм. Сьогодні за цим художником утвердилася слава найлаконічнішого конструктивіста. Зіставленням двох-трьох локальних кольорів, добором двох-трьох матеріальних фактур, подиву гідною технікою полірування, шліфування, присипки, протиставленням овальних і кутастих площин, бездоганністю пропорцій він сягав у своїх контррельєфах високого художнього (композиційно-ритмічного, технічно відпрацьованого) ефекту. Ремісничість підноситься ним, як за давньогрецьких часів, у ранг мистецтва. Майстровий в його особі (точний на руку, ретельний в обробці, залізно несхибний у малюнку) підноситься з оформительської практики до височин духу — до пікассівської розчленованої форми (контррельєф «Гітара»), до нечуваної, як єресь, простоти Малевича («Квадрат і коло в тондо»).
Дві концепції конструктивізму конкурували поміж собою. Аскетична, репрезентована часописом «Нова генерація» (художник-дизайнер Петрицький) і «вегетативна», носієм якої був харківський журнал «Авангард», що його видавав поет і есеїст Поліщук (дизайн Єрмилова).
Наприкінці 1920-х років із згортанням непу і поверненням сваволі військового комунізму партапарат знов пропагує аскетизм (зрозуміло, не для своїх функціонерів). «Пождіть, пождіть, товариші, ще будем їсти й пити. Аби ви нам допомогли капіталістів бити»; «Любов тепер не тільки не потрібна пролетаріатові, а може, навіть шкідлива» — писала тодішня преса.
Сталінський терор збив український авангард у польоті. Розстріляно бойчукістів, фізично покалічено їхні картини, а також картини художників, які «працювали під впливом ворогів народу». Страчено скульптури Архипенка, як «формалістично-емігрантські». Загроза розстрілу і багаторічне цькування Петрицького, вигнання зі Спілки художників Єрмилова і Синякової. Смертний вирок винесла комісія винищувачів полотнам покійних Пальмова і Богомазова (на щастя, присуд виконати не встигли). Ще і німецько-фашистський грабіж творів, затаврованих гітлерівцями як «культурбільшовизмус». І найм'якіше інквізиторське покарання — «бити карбованцем»: життя на горищах надголодь. У 1960-х роках Василь Дмитрович Єрмилов, що пристосував горище у «машину для житла», дуже зрадів, отримавши з українського музею скромну суму в 30 крб. Для порівняння — на аукціоні Сотбіс 1989 року конструктивістська композиція Єрмилова «Горки. 21. І. 1924» (дерево й тканина на піску, що вкривають дошку) представлена була ціною у 120 000 фунтів стерлінгів.